# Алоеталер
Алоеталер (нім. Aloëtaler) — назва медалей (ряд авторів називає їх монетами) XVIII століття з зображеним алое в цвітінні.
Так, у 1701 при герцогах Брауншвейг-Вольфенбюттеля Антоні Ульріху та Рудольфі Августі вперше розквітло раніше завезене до Німеччини алое. На згадку про цю подію і була викарбувана медаль із зображенням рослини в кольорі та відповідним написом. Традиція виготовлення медалі на честь цвітіння алое була продовжена і за їх наступника Августа Вільгельма.
Цей пам'ятний знак є яскравим прикладом розвитку монетної справи та медальєрного мистецтва у Німеччині XVIII століття, коли навіть, здавалося б, незначна подія знаходила відображення на монетах та/або медалях.